# Ilhas Caicos
As ilhas Caicos (em inglês:  Caicos Islands) são um dos dois arquipélagos do território das ilhas Turcas e Caicos, no mar das Caraíbas.
Estão separadas das ilhas Turcas pela passagem das ilhas Turcas, um canal de 45 km de comprimento e com profundidades superiores a 2000 m.

## Lista das ilhas Caicos
| Ilha                       | Coordenadas                      | Área km² (ca.) | População 2012 |
| -------------------------- | -------------------------------- | -------------- | -------------- |
| West Caicos                | 21° 39′ 57″ N, 72° 27′ 11″ O     | 23,3           | 0              |
| Providenciales             | 21° 46′ 56″ N, 72° 16′ 57″ O     | 98             | 32.118         |
| Mangrove Cay               | 21° 49′ 25″ N, 72° 08′ 30″ O     | ...            | 0              |
| Little Water Cay ou Iguana | 21° 50′ 09″ N, 72° 08′ 49″ O     | ...            | 0              |
| Donna Cay                  | 21° 49′ 53″ N, 72° 08′ 09″ O     | ...            | 0              |
| Water Cay                  | 21° 51′ 02″ N, 72° 07′ 22″ O     | 2,5            | 0              |
| Pine Cay                   | 21° 52′ 30″ N, 72° 05′ 40″ O     | 2,8            | 30             |
| Stubbs Cay                 | 21° 52′ 56″ N, 72° 04′ 41″ O     | 0,37           | 0              |
| Fort George Cay            | 21° 53′ 30″ N, 72° 05′ 20″ O     | 0,3            | 0              |
| Dellis Cay                 | 21° 53′ 53″ N, 72° 04′ 25″ O     | 2,3            | 0              |
| Parrot Cay                 | 21° 55′ 14″ N, 72° 03′ 38″ O     | 10             | 50             |
| North Caicos               | 21° 53′ 29″ N, 71° 56′ 46″ O     | 116,1          | 2.152          |
| Middle Caicos              | 21° 47′ 17″ N, 71° 44′ 04″ O     | 135,9          | 505            |
| Bay Cay                    | 21° 55′ 40″ N, 71° 53′ 28″ O     | ...            | 0              |
| East Bay Cay               | 21° 53′ 12″ N, 71° 52′ 36″ O     | ...            | 0              |
| Conch Cay (Norte)          | 21° 51′ 13″ N, 71° 51′ 35″ O     | ...            | 0              |
| Highas Cay                 | 21° 52′ 03″ N, 71° 50′ 54″ O     | ...            | 0              |
| East Caicos                | 21° 42′ 09″ N, 71° 29′ 53″ O     | 90             | 0              |
| South Caicos               | 21° 31′ 42″ N, 71° 31′ 08″ O     | 24,1           | 1.139          |
| Long Cay                   | 21° 27′ 58″ N, 71° 33′ 31″ O     | 0,9            | 0              |
| Middleton Cay              | 21° 29′ 03″ N, 71° 34′ 56″ O     | ...            | 0              |
| Conch Cay (Sul)            | 21° 28′ 18″ N, 71° 34′ 52″ O     | ...            | 0              |
| Little Ambergris Cay       | 21° 17′ 44″ N, 71° 41′ 21″ O     | 6,6            | 0              |
| Big Ambergris Cay          | 21° 18′ 16″ N, 71° 38′ 01″ O     | 4,3            | 50             |
| Breaker Rock               | 21° 14′ 09″ N, 71° 37′ 08,2″ O   | 0,006          | 0              |
| Bush Cay                   | 21° 11′ 55,2″ N, 71° 37′ 46,1″ O | 0,08           | 0              |
| Shot Cay                   | 21° 10′ 44″ N, 71° 42′ 20,9″ O   | 0,013          | 0              |
| Indian Cay                 | 21° 11′ 16,8″ N, 71° 47′ 15,9″ O | 0,05           | 0              |
| White Cay                  | 21° 11′ 05,3″ N, 71° 47′ 58″ O   | 0,04           | 0              |
| West Sand Spit             | 21° 23′ 35,7″ N, 72° 08′ 21,9″ O | ...            | 0              |
| French Cay                 | 21° 30′ 25″ N, 72° 12′ 02″ O     | 0,089          | 0              |